# Maszewo (gmina, Poméranie-Occidentale)
Pour les articles homonymes, voir Maszewo.
Maszewo est une gmina mixte du powiat de Goleniów, Poméranie occidentale, dans le nord-ouest de la Pologne. Son siège est la ville de Maszewo, qui se situe environ 19 km au sud-est de Goleniów et 33 km à l'est de la capitale régionale Szczecin.
La gmina couvre une superficie de 210,51 km2 pour une population de 8 807 habitants en 2016.

## Géographie
Outre la ville de Maszewo, la gmina inclut les villages de Bagna, Bęczno, Bielice, Budzieszowce, Dąbrowica, Darż, Dębice, Dobrosławiec, Dolacino, Godowo, Jarosławki, Jenikowo, Kłodniki, Kolonia Maszewo, Korytowo, Leszczynka, Maciejewo, Maszewko, Mieszkowo, Mokre, Nastazin, Pogrzymie, Przemocze, Radzanek, Rożnowo Nowogardzkie, Sokolniki, Stodólska, Swojcino, Tarnowo, Wałkno, Wisławie et Zagórce.
La gmina borde les gminy de Chociwel, Dobra, Goleniów, Nowogard, Osina, Stara Dąbrowa et Stargard Szczeciński.

## Jumelage
- Mölln (Allemagne) depuis le 29 juin 1992[2]